# وناش پایین
وناش پایین، روستایی از توابع بخش رودبارالموت شهرستان قزوین در استان قزوین ایران است. تات‌ها ساکنین این روستا هستند که به زبان تاتی صحبت می‌کنند.

## جمعیت
این روستا در دهستان الموت پایین قرار دارد و براساس سرشماری مرکز آمار ایران در سال ۱۳۸۵، جمعیت آن ۲۱ نفر (۷خانوار) بوده است.